# Большая Монетная улица
Больша́я Моне́тная у́лица — улица в Петроградском районе Санкт-Петербурга. Проходит от Кронверкской улицы до улицы Чапаева.

## История и достопримечательности
С XVIII века здесь находилась слобода «работных людей» Монетного двора. От неё и произошло название этой улицы, а также пересекающей её Малой Монетной улицы. В 1800—1817 годах улица называлась 2-й Монетной, одновременно в конце XVIII — первой трети XIX века она называлась Оспенной или Большой Оспенной. Последние два названия связаны с тем, что в здании, до наводнения 1824 года находившемся на месте Александровского лицея, с 1768 год по 1803 год размещался Оспопрививальный дом, устроенный по указу Екатерины II, где проводились первые в России прививки от оспы.
С 1923 по 1991 год улица называлась улицей Скороходова в честь большевика А. К. Скороходова. 4 октября 1991 года в рамках десоветизации ей было возвращено прежнее название Большая Монетная.

### От Кронверкской улицы до Каменноостровского проспекта

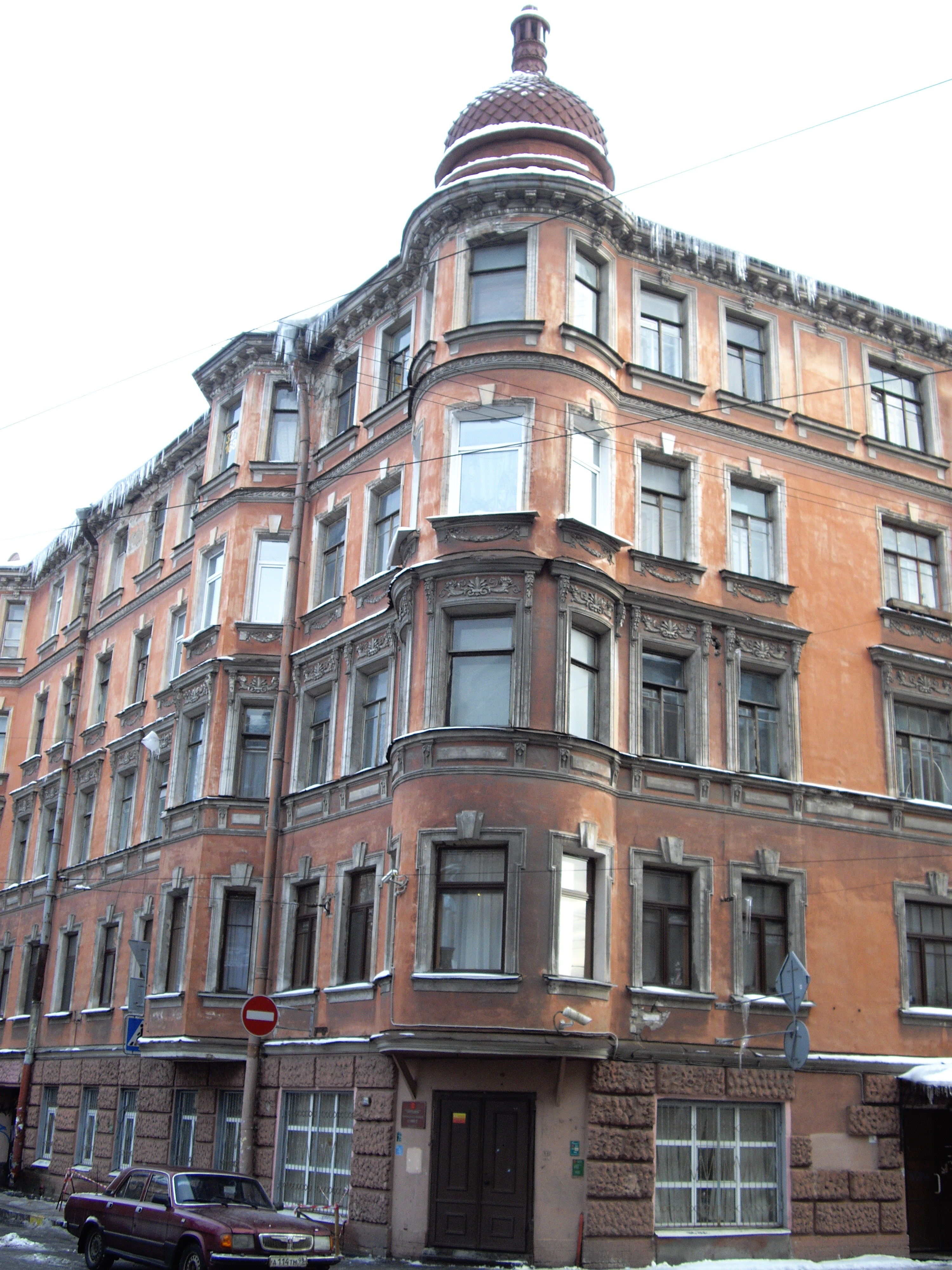
Дом № 1/17 на углу Большой Монетной и Кронверкской улиц.

- Дом № 1 / Кронверкская улица, 17 — доходный дом, эклектика, 1911, арх. К. К. Кох[3].

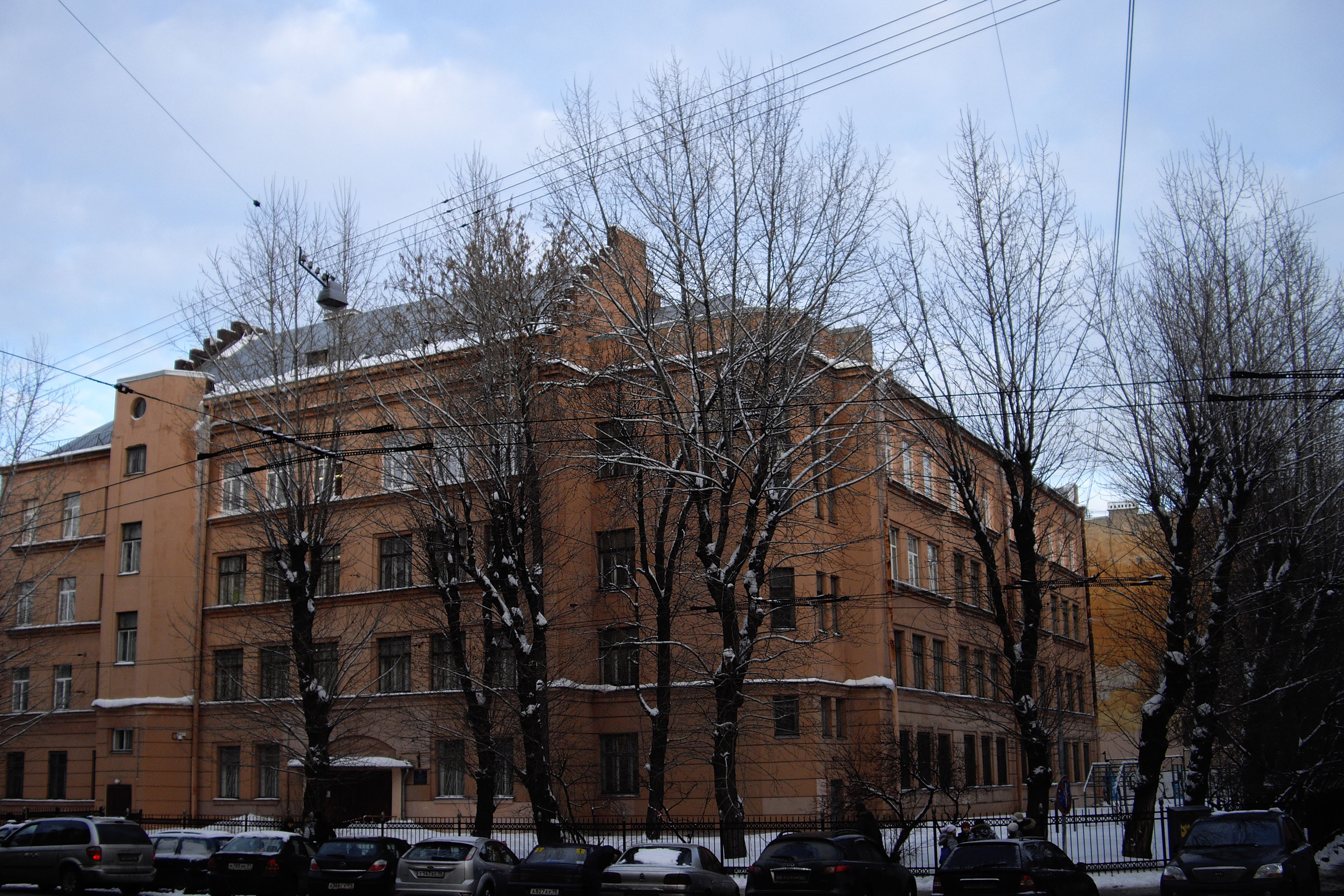
Дом № 2 (школа № 84).

- Дом № 2-4а (фасад обращён на Кронверкскую ул.) — средняя общеобразовательная школа № 84, архитектор В. О. Мунц.

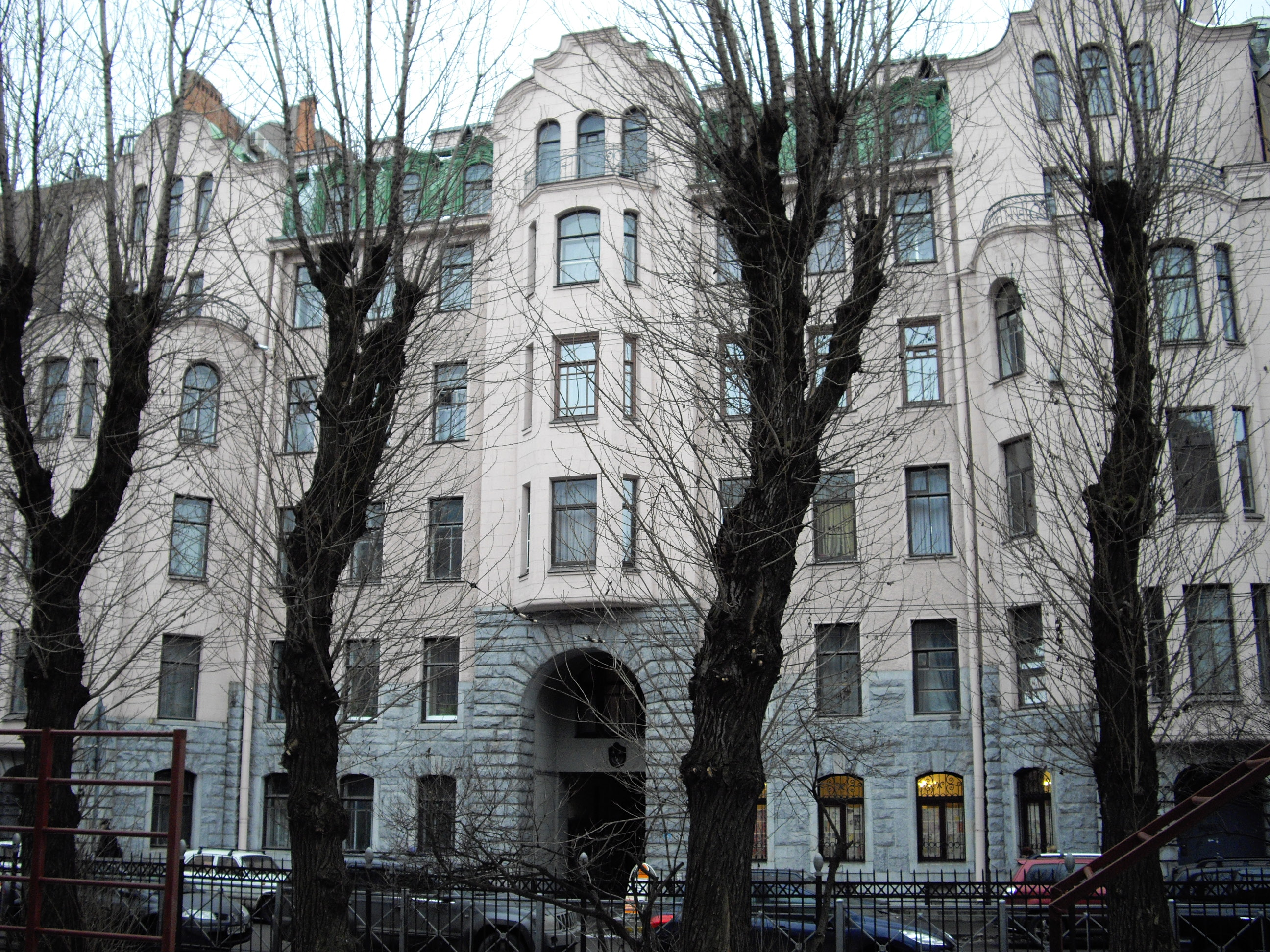
Большая Монетная, 3

- Дом № 3  памятник архитектуры (вновь выявленный объект)[4] — дом И. Н. Бороздкина, 1912—1913, арх. А. И. Ковшаров.
- Дом № 9 — доходный дом в стиле неоклассицизма, 1911, архитекторы Г. И. Астафьев и Н. А. Ефимов. Здесь в кв.24 до своего ареста и расстрела в 1938 году жил писатель и переводчик М. А. Дьяконов.

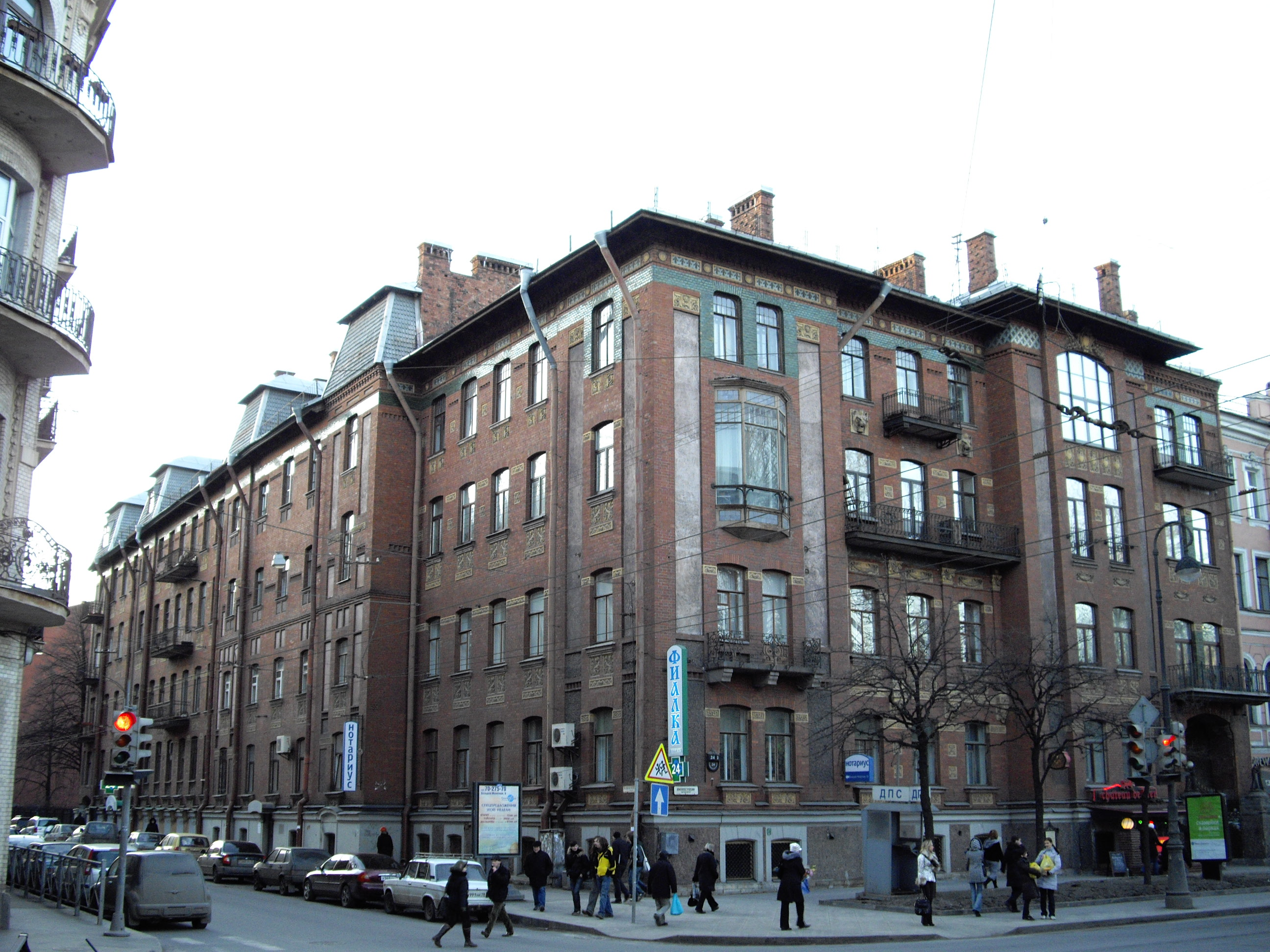
Большая Монетная улица, дом № 10 (бывший дом Е. Ц. Кавоса) у пересечения с Каменноостровским проспектом

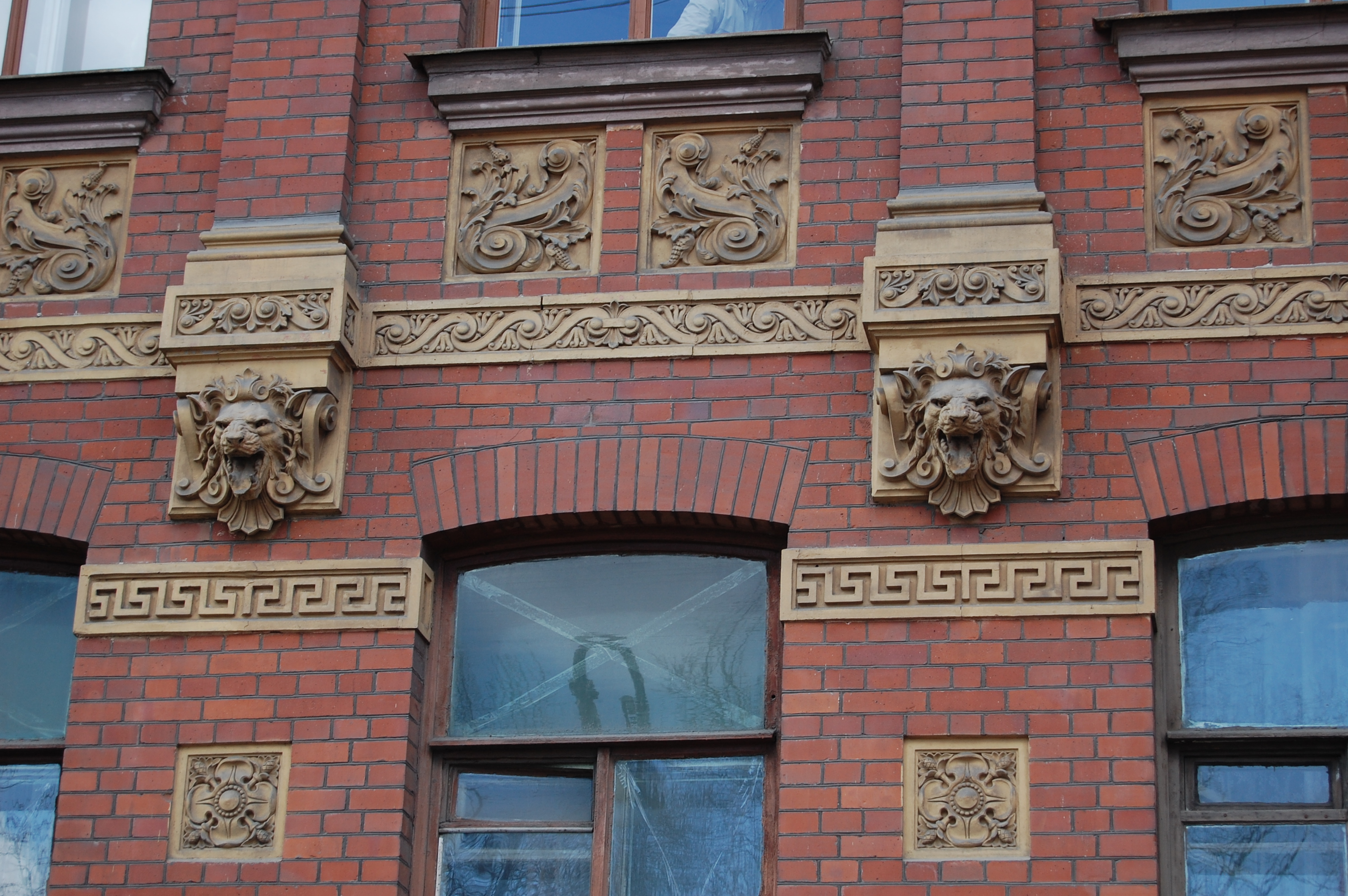
Большая Монетная улица, дом № 10 (бывший дом Е. Ц. Кавоса). Деталь фасада

- Дом № 10 / Каменноостровский проспект, 24 (левая часть)  памятник архитектуры (вновь выявленный объект)[4] — особняк, построенный в 1896—1897 годах по проекту Л. Н. Бенуа для его двоюродного брата Е. Ц. Кавоса. Первоначально был двухэтажным. Надстроен до 4 этажей и расширен, превратившись в доходный дом, в 1907—1908 и 1912 годах учеником Л. Н. Бенуа архитектором В. М. Андросовым.

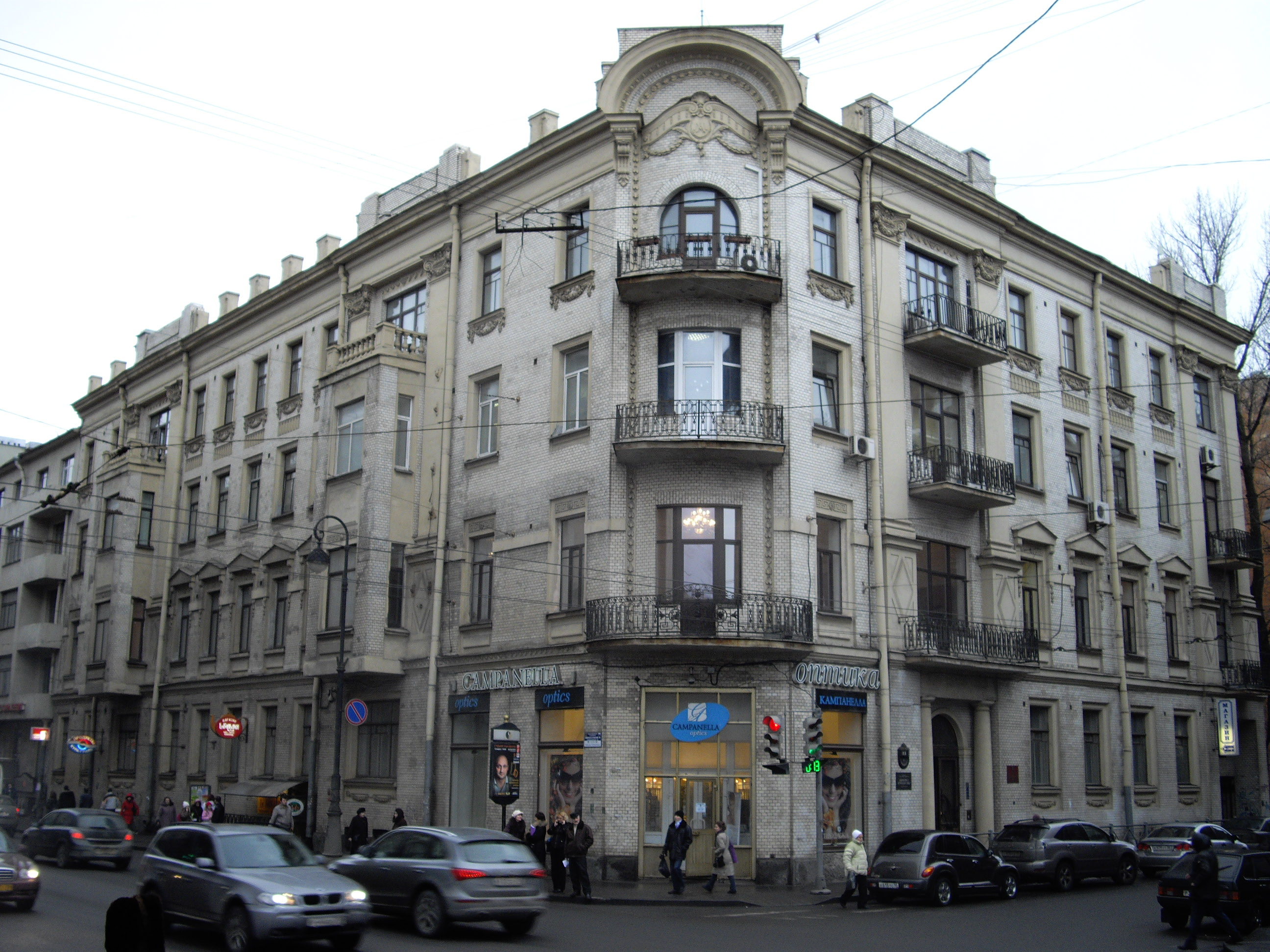
Большая Монетная, 11 / Каменноостровский, 22

- Большая Монетная, 11 / Каменноостровский проспект, 22  памятник архитектуры (вновь выявленный объект)[4] — 1910—1912, арх. А. С. Хренов для генерала от кавалерии Андрея Дмитриевича Мартынова. Перед революцией в доме (которым с 1916 года владела вдова генерала Мартынова Ариадна Константиновна) работали кинопрокатная компания «Адлер-фильм» и лазарет А. В. Кожевинаса. На 3-м этаже находится Жилищное агентство Петроградского района[5].

### От Каменноостровского проспекта до Малой Монетной улицы

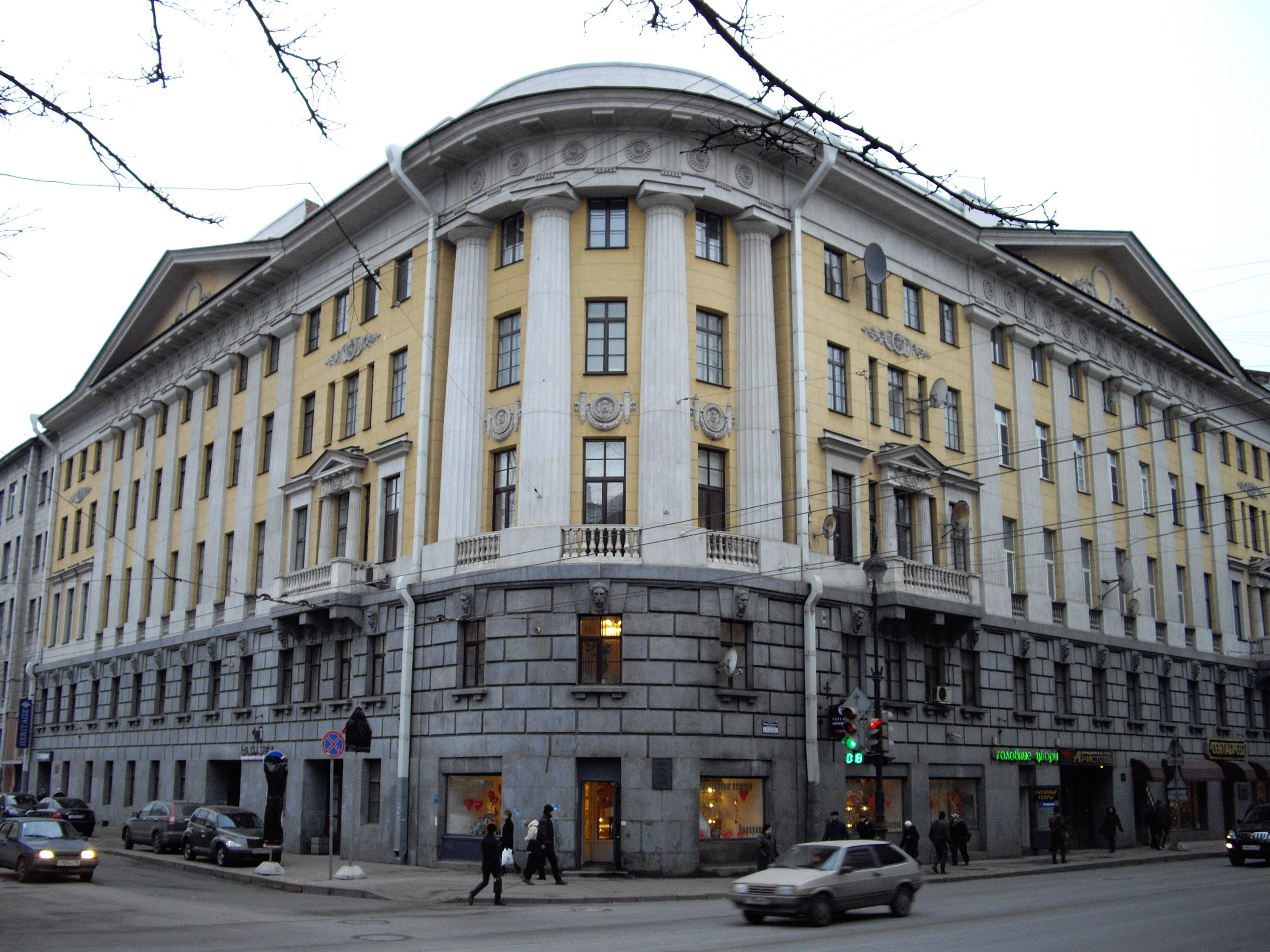
Большая Монетная, 13 / Каменноостровский, 19, дом княгини М. В. Воейковой

- Большая Монетная, 13 / Каменноостровский проспект, 19  памятник архитектуры (региональный)[6] — Дом М. В. Воейковой, 1911—1912, арх. С. И. Минаш, памятник архитектуры неоклассицизма. Монументальное здание с рустованным цоколем, пилястровыми портиками на фасадах и полуколоннами на скруглённом углу. Здесь жили невропатолог В. М. Бехтерев (в 1914), актриса Е. А. Уварова (в 1920-х), драматург и художественный руководитель «Ленфильма» А. И. Пиотровский (в кв.№ 22, в 1923—1935), психолог и социолог И. С. Кон (родился в кв.№ 22 в 1928 и жил в ней до 1941), математик В. И. Смирнов (в кв.№ 25, в 1927—1935), художник М. А. Гордон (в кв.№ 39, до 1998 года).
- На противоположной стороне улицы расположен комплекс зданий Императорского Александровского лицея  памятник архитектуры (федеральный) (Каменноостровский, 21; ул. Рентгена, 1; Большая Монетная, 12, 14, 14а). Именно здесь А. К. Скороходов, именем которого с 1923 по 1991 год называлась Большая Монетная улица, в 1917 году руководил штабом Красной гвардии Петроградской стороны, районным комитетом партии РСДРП(б) и районным Советом. Лицей был переведён сюда из Царского села в 1843 году, а ранее, в первой половине XVIII века, здесь была обширная усадьба, которая затем перешла в казну. В 1768 году участок был отдан для устройства первого в России Оспопрививального дома, а в 1803 году его постройки были переданы Сиротскому дому канцелярии императрицы Марии. Существующие постройки возводились разными архитекторами в период с 1831 года до начала XX века.
- Дом № 14, выходящий на линию застройки Большой Монетной улицы и обращённый главным фасадом к Каменноостровскому проспекту, — это флигель лицея, построенный в 1830-х гг. в классическом стиле по проекту архитектора П. С. Плавова[7][8]. Здание использовалось для приготовительных классов, было реконструировано в 1881 году по проекту Р. Я. Оссолануса.
- Дом № 14а следует по улице за домом № 14. Здесь располагалась вечерняя сменная школа № 32 Петроградского района[8] затем в 1950-е — 1960-е гг. — школа рабочей молодёжи № 68 Петроградского района[9], а в 1970-х гг. — медвытрезвитель[10]. В начале XXI века (до 2003 года) этот флигель служил одним из производственных помещений завода «Пирометр»[11]. Затем он был переоборудован под гостиницу — сначала «Александр Хауз Inspiration», а затем «Бутик-Отель Аристос»[12].

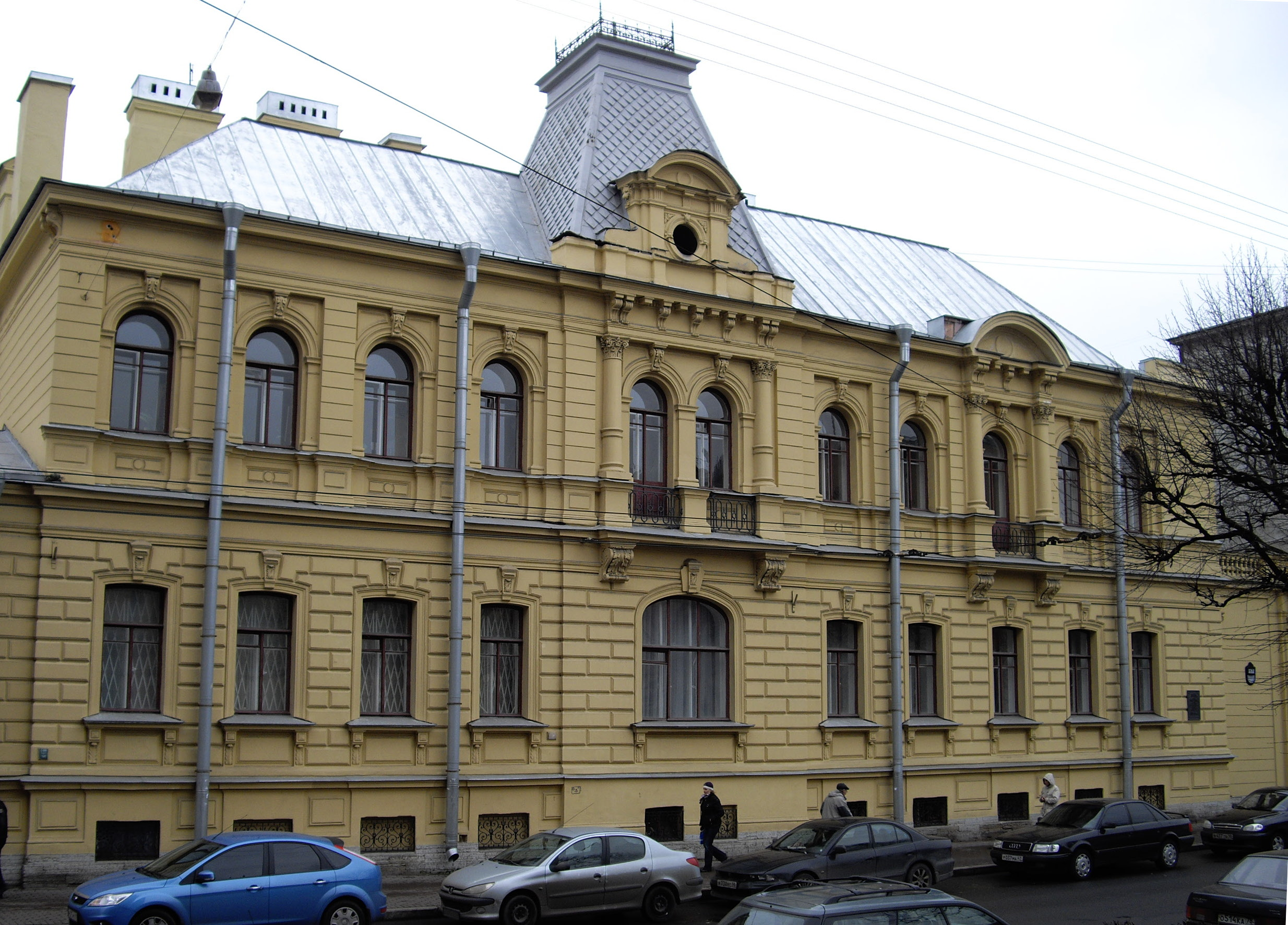
Большая Монетная, 17 — особняк Слепцовой, затем князя Горчакова, ныне здание администрации Петроградского района.

- Дома № 17, 19  памятник архитектуры (федеральный) — комплекс домов князя К. А. Горчакова. В XIX веке участок сменил ряд владельцев. В 1880-х он принадлежал коллежскому асессору Ф. Ф. Отто и на нём находился обширный фруктовый сад с хозяйственными постройками. В 1891 году участок приобрела А. С. Слепцова, жена штабс-капитана. Для неё в 1893—1895 годах военный инженер Н. А. Архангельский построил дом № 17, использовав мотивы французского ренессанса. В 1898 году участок приобрёл князь К. А. Горчаков (сын А. М. Горчакова). Для него по проекту архитектора Р. А. Гавемана был построен трёхэтажный дом № 19 в стиле эклектики с использованием мотивов старой французской архитектуры, в то время как дом № 17 предназначался для дочери князя. Дом № 17 был реконструирован и расширен Р. А. Гавеманом в 1907—1910 годах. Между домами 17 и 19 в советские годы построили дом-перемычку, также под номером 19, где находятся собес[5] и концертный зал Администрации Петроградского района. На площадке перед этим зданием установлен бронзовый бюст Петра I на гранитном постаменте (скульптор В. Э. Горевой, архитектор Ж. М. Вержбицкий; первоначально бюст был открыт 22 июня 1994 года около стадиона «Петровский», утрачен 4 мая 1995, установлен на новом месте 16 мая 2003 года[13]).
- К дому № 19 на углу Большой и Малой Монетной улиц примыкает дом № 19а более поздней постройки.

### От Малой Монетной улицы до улицы Чапаева
- По адресу Большая Монетная, 16 расположены (с разными литерами) несколько корпусов. В начале 1900-х в доходном доме по этому адресу жил ботаник-морфолог и географ А. Н. Бекетов (дед А. А. Блока). Перед революцией здесь был Завод телеграфных и телефонных аппаратов «К. Лоренц» (владелец О. Трейлин); ныне мастерская Офицерской электротехнической школы. В 1920-х здесь находились Пожарные мастерские, а в 1929 году в их корпуса был переведён завод «Термоэлектроприбор» (с 1932 года — «Пирометр»[14]). В 1970-е годы на фасаде административного корпуса завода «Пирометр» была установлена мраморная мемориальная доска памяти сотрудников, погибших в Великую Отечественную войну 1941—1945 гг.[15].
- Дом № 18  памятник архитектуры (вновь выявленный объект)[4] — дом акционерного общества «Строитель», 1914—1915, арх. Я. Г. Гевирц. Здесь в квартире 54 в 1944-45 годах жил известный физик-теоретик Э. Б. Глинер[16].

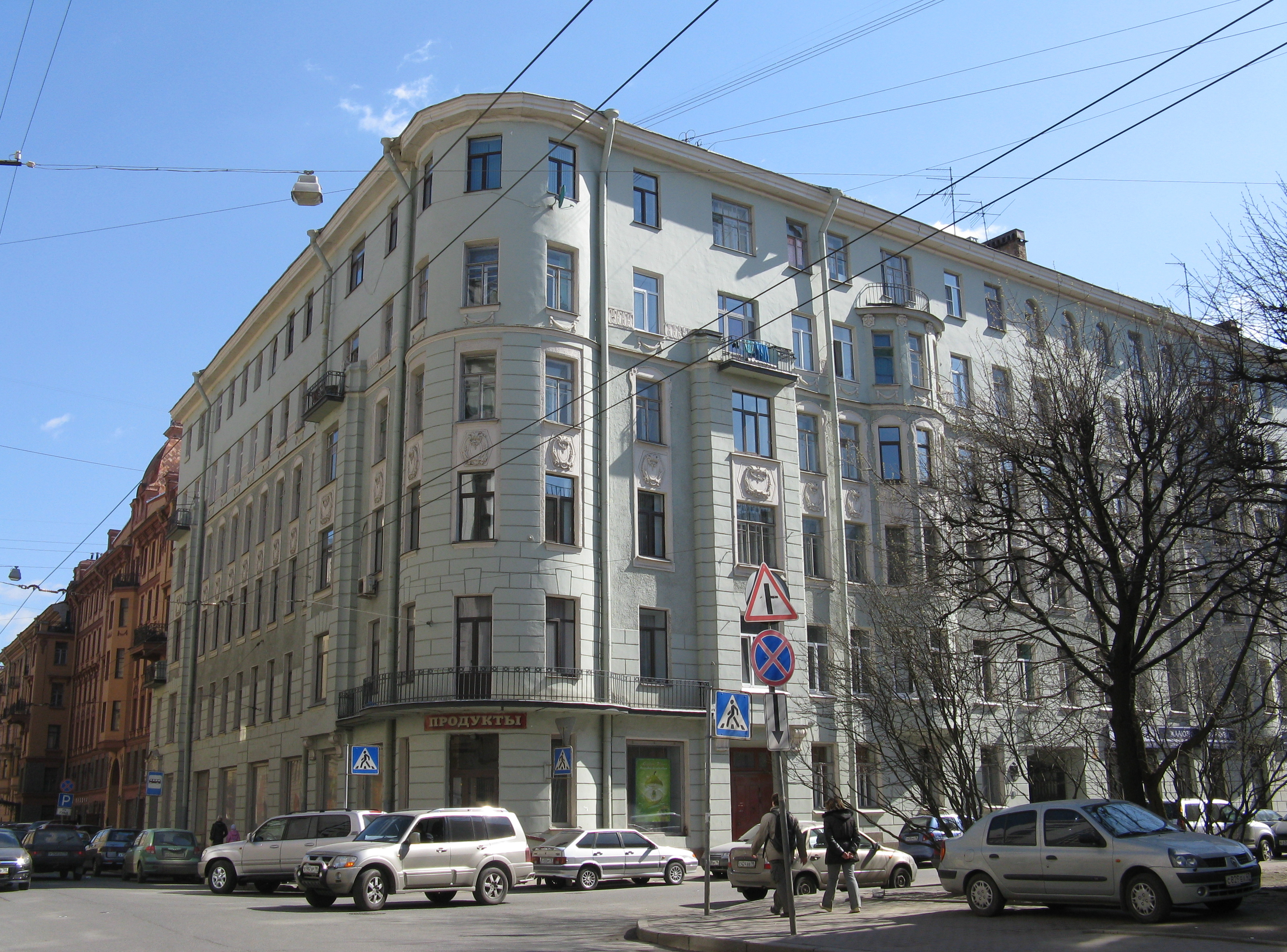
Большая Монетная, 21 / Малая Монетная, 9

- Большая Монетная, 21 / Малая Монетная, 9, доходный дом, 1910, арх. П. В. Резвый. Первоначально был пятиэтажным. На последнем, пятом этаже в 1910—1912 годах жил А. А. Блок.
- Дом № 20 — РУВД и 43-й отдел милиции Петроградского района[5].
- Дом № 22  памятник архитектуры (вновь выявленный объект)[4] — собственный дом архитектора А. И. Балинского, построен по его проекту в 1908 году. В этом доме жил министр Временного правительства, член партии кадетов А. И. Шингарёв.
- Дом № 23 — дом Василия Яковлевича Рожкова, 1910, арх. Николай Аркадьевич Виташевский. Лицевой фасад выполнен в формах поздней эклектики. С 4 августа 2023 года — региональный памятник архитектуры[17].
- Дом № 25 — дом работников предприятий судостроительной промышленности (1950, арх. В. Д. Кирхоглани, Н. Е. Ефимов, В. А. Зотов). В декоре — штурвал и якорь[18][19].
- Дом № 27  памятник архитектуры (вновь выявленный объект)[4] — дом Н. Н. Клименко, 1903, построен по его же проекту.
- Дом № 27а — Прокуратура Петроградского района.
- Дом № 29  памятник архитектуры (вновь выявленный объект)[4] — дом Веры Хаимовны Мандель, построенный в 1911—1912 гг. по проекту гражд. инж. С. А. Моравицкого. Здание оформлено в стиле позднего модерна с элементами неоклассицизма. Из известных жильцов дома — архитектор Николай Красовский, доктор педагогических наук Шолом Ганелин и его сын, историк Рафаил Ганелин[20].
- Большая Монетная, 30 / ул. Льва Толстого, 33 (ул. Льва Толстого здесь оканчивается, выходя к Большой Монетной улице под острым углом) — дом специалистов (1934—1937; арх. В. О. Мунц, О. В. Суслова). Изначально дом предназначался для командного состава ВМФ и работников ЭПРОНа и отличался повышенной комфортностью (большинство квартир имеет 3—4 комнаты, есть небольшое число двухкомнатных квартир).
- Между домами № 33 и № 35 к Большой Монетной улице выходит улица Котовского.

## Транспорт
Ближайшие станции метро — «Горьковская» и «Петроградская».
По улице проходят маршруты автобусов № 14 и 230.
На небольшом участке от улицы Льва Толстого до улицы Чапаева проходят трамвайные пути, которые используются только для временных маршрутов и следования в парк № 3. Также на всем протяжении улицы имеется неиспользуемая троллейбусная линия.
В направлении от улицы Льва Толстого к Кронверкской улице осуществляется одностороннее движение автомобильного транспорта.